# Wereldkampioenschap voetbal 2002 (Groep B) Paraguay - Zuid-Afrika
Deze pagina is een subpagina van het artikel Wereldkampioenschap voetbal 2002. Hierin wordt de wedstrijd in de groepsfase in groep B tussen Paraguay en Frankrijk gespeeld op 31 mei 2002 nader uitgelicht. De wedstrijd eindigde op een gelijkspel, het werd 2-2.

## Voorafgaand aan de wedstrijd
- Paraguay en Zuid-Afrika speelden nooit eerder tegen elkaar, dit was de eerste keer.
- Op de FIFA-wereldranglijst van mei 2002 stond Paraguay op de 18e plaats. Zuid-Afrika stond op de 37e plaats.[1]

## Wedstrijdgegevens
| Datum                | 2 juni 2002                     | 2 juni 2002                     |
| Stadion              | Busan Asiad Main Stadion, Busan | Busan Asiad Main Stadion, Busan |
| Toeschouwers         | 25.186                          | 25.186                          |
| Scheidsrechter       | Ľuboš Micheľ                    | Ľuboš Micheľ                    |
| Assistenten          | Igor Sramka Curtis Charles      | Igor Sramka Curtis Charles      |
| Vierde man           | Hugh Dallas                     | Hugh Dallas                     |
| Man van de wedstrijd | Francisco Arce                  | Francisco Arce                  |
|                      | Paraguay                        | Zuid-Afrika                     |
| Doelpunten           | 2                               | 2                               |
| Gele kaarten         | 4                               | 4                               |
| Rode kaarten         | 0                               | 0                               |
| Wissels              | 3                               | 2                               |
| Schoten op doel      | 8                               | 7                               |
| Schoten naast doel   | 0                               | 0                               |
| Overtredingen        | 19                              | 23                              |
| Hoekschoppen         | 4                               | 3                               |
| Buitenspel           | 3                               | 0                               |
| Strafschoppen        | 0                               | 1                               |
| Balbezit (tijd)      | 0                               | 0                               |
| Balbezit (%)         | 44%                             | 56%                             |

| Paraguay | 2 – 2                | Zuid-Afrika |
| Roque Santa Cruz 39' Francisco Arce 55' | doelpunten (assists) | 63' Teboho Mokoena 90+1' (pen) Quinton Fortune |
| Cesare Maldini | bondscoach           | Jomo Sono |
| Ricardo Tavarelli Francisco Arce Carlos Gamarra Celso Ayala Estanislao Struway 86' Guido Alvarenga 66' Roque Santa Cruz Roberto Acuna Jorge Campos 72' Julio Cesar Caceres Denis Caniza | opstellingen         | Andre Arendse Cyril Nzama Bradley Carnell Aaron Mokoena MacBeth Sibaya Quinton Fortune Teboho Mokoena 27' Pierre Issa Sibusiso Zuma 78' Benni McCarthy Lucas Radebe |
| Diego Gavilan 66' Gustavo Morinigo 72' Juan Carlos Franco 86' | wissels              | 27' MacDonald Mukansi 78' George Koumantarakis |
| Julio Cesar Caceres 35' Denis Caniza 65' Ricardo Tavarelli 90' Juan Carlos Franco 90+3'                                                                                                 | gele kaarten         | 3' Aaron Mokoena 9' Pierre Issa 38' Benni McCarthy 45+2' Sibusiso Zuma                                                                                              |
| | rode kaarten         | |